# Wilhelm I. von Utrecht
Wilhelm I. von Utrecht († 27. April 1076) war seit 1056 Bischof von Utrecht. Er baute die weltliche Herrschaft im Hochstift Utrecht aus und stand im Investiturstreit ganz auf Seiten Heinrich IV.

## Leben
Er stammte vermutlich aus dem Adel der Grafschaft Geldern, möglicherweise war er sogar Bruder des Grafen Dietrich von Geldern. Aus seinen frühen Jahren ist nichts weiter bekannt. Seine Ernennung zum Bischof hat er vermutlich Anno II. von Köln zu verdanken. Obwohl selbst seine Kritiker ihm Gelehrsamkeit zugestanden haben, hat er sich kaum in geistlicher Hinsicht hervorgetan. 
Er hat versucht, insbesondere im Westen die weltliche Macht der Utrechter Bischöfe zu stärken. In der Zeit Wilhelms erreichte die weltliche Herrschaft der Bischöfe von Utrecht wahrscheinlich ihre größte Ausdehnung. Die Grafen in Westfriesland wurden 1064 besiegt. Heinrich IV. hat dem Hochstift Utrecht die Grafschaftsrechte im größten Teil Westfrieslands übertragen. Auch in anderen Teilen des Bistums konnte er Erfolge zur Festigung seines weltlichen Einflusses erzielen. In der Zeit Wilhelms fand die Integration des Bistums Utrecht in das Reichskirchensystem ihren Abschluss.
Im Winter 1064/1065 hat Wilhelm mit einem großen Gefolge Erzbischof Siegfried von Mainz auf dessen Pilgerfahrt ins Heilige Land begleitet. Dabei konnte er nur knapp einem Überfall durch Beduinen entgehen. 
Politisch war er überzeugter Anhänger von Heinrich IV. und als solcher Gegner von Gregor VII. Als zwischen König und Papst offen der Investiturstreit ausbrach, stellte sich Wilhelm ganz auf die Seite Heinrichs. Auf der Reichsversammlung im Januar 1076 in Worms spielte er eine führende Rolle. Die Absetzungssentenz für Gregor hat er nach den Erzbischöfen als erster Suffraganbischof unterzeichnet. Dies führte zur Exkommunikation und einem Absetzungsbefehl des Papstes. Gregor VII. erklärte auf der Fastensynode 1076 in Rom auch König Heinrich IV. für abgesetzt und belegte ihn mit dem Kirchenbann. Die Nachricht darüber erreichte Heinrich IV. zu Ostern 1076 in Utrecht. Die Kommunikation gegenüber der Öffentlichkeit zu dieser Entwicklung übernahm Bischof Wilhelm I. und eröffnete den Versammelten beim Ostergottesdienst, was geschehen war. Er stellte dabei klar, dass Aussagen und Maßnahmen eines unrechtmäßigen Papstes wirkungslos seien. Allerdings wurde unmittelbar darauf der Dom von Utrecht durch einen Blitzschlag getroffen und brannte ab. In der mittelalterlichen Vorstellung war damit klar, dass der Papst Recht, der König Unrecht hatte. Wilhelm I. starb nur etwa einen Monat später auf dem Weg nach Worms, wo er bei der Reichsversammlung zu Pfingsten 1076 zu den Richtern gehören sollte, die Papst Gregor VII. nach Kirchenrecht absetzen sollten. Sein Tod wurde ebenfalls als göttliches Zeichen zugunsten Gregor VII. gewertet.
Nachdem der Papst längere Zeit ein Begräbnis verweigert hatte, wurde Wilhelm schließlich doch in der Domkirche in Utrecht beigesetzt.